# Mjassischtschew M-52
Die Mjassischtschew M-52 (russisch Мясищев М-52) war ein sowjetischer atomwaffentragender Überschallbomber aus den 1950er Jahren. Es kam nicht zur Serienproduktion, lediglich ein Prototyp wurde gebaut.

## Geschichte
Als Gegenpol zur Konstruktion von US-amerikanischen Überschallbombern wie der Convair B-58 Hustler beschloss der sowjetische Ministerrat am 30. Juli 1954 die Entwicklung eines überschallfähigen Langstreckenbombers, der eine Höchstgeschwindigkeit von 1800 km/h, eine Einsatzhöhe von 16.000 m und eine Reichweite von 13.000 km bei fünf Tonnen Waffenlast erreichen sollte. Den Auftrag zur Entwicklung der M-50 erhielt das OKB-23 von Wladimir Mjassischtschew, wobei Jakow Nodelmann zum Entwicklungsleiter ernannt wurde. Der erste Entwurf wurde im Februar 1955 fertiggestellt und im Dezember 1955 stand die endgültige Konfiguration der Maschine fest. Bis dahin wurden 39 zum Teil exotisch anmutende Entwürfe im Windkanal des ZAGI untersucht, bis man sich entschloss, eine klassische Deltaflügelkonstruktion zu bauen. Die Ganzmetallkonstruktion war für damalige Verhältnisse relativ fortgeschritten und anspruchsvoll.
Schon während des Baus der M-50A und M-50B und aufgrund der daraus erlangten Erkenntnisse sowie dem Kurswechsel von einem mit Freifallbomben über dem Zielgebiet operierenden Bomber zu einem Träger von Abstandswaffen kristallisierte sich eine neue Flugzeugentwicklung heraus. Dies mündete in einem dem Aufbau der Mjassischtschew M-50 entsprechenden Flugzeug, das aber im Wesentlichen eine neue Konstruktion war.
Es wurde eine komplette Attrappe der M-52 inklusive abnehmbaren Starthilfsraketen (JATO) und abnehmbaren Ch-22-Modellen gebaut. Eine separate Attrappe des radargesteuerten Heckstands wurde ebenfalls gebaut.
Das OKB-23 wurde jedoch aufgelöst, bevor es zum Erstflug der M-52 kam und dem OKB-52 unter Wladimir Tschelomej eingegliedert, während Wladimir Mjassischtschew zum Direktor des ZAGI ernannt wurde. Der flugfertige Prototyp der M-52 wurde erst auf einer Stellfläche in Schukowski abgestellt. Später wurde die M-52 verschrottet.
Man geht davon aus, dass dieses Flugzeug eine Geschwindigkeit von Mach 1,8 erreichen konnte. Neben eventuellen technischen Problemen hatten sich allerdings mittlerweile Interkontinentalraketen gegenüber Bombern als effektivere Waffen für den geplanten Einsatzzweck erwiesen.

## Konstruktion
Da die M-52 mit permanentem Überschallflug (im Gegensatz zur z. B. Tu-22 oder B-58, die lediglich im Zielgebiet Überschall flogen) nukleare Abstandswaffen aus der Sowjetunion bis in die USA bringen und wieder zurück in sowjetisch kontrolliertes Gebiet zurückkehren sollte, entstand ein Problem mit der geforderten Reichweite. Dieses Problem wurde durch mehrere kumulierende Maßnahmen gelöst. Damit das vollgetankte Flugzeug mit vollem Kraftstoffvorrat und Waffenlast von den vorhandenen Startbahnen abheben konnte, wurden zwei Starthilfsraketen unter den Flügeln angebracht. Auf dem Hin- und Rückweg sollte jeweils eine Luftbetankung von einem auf der Grundkonstruktion der M-52 basierenden Tankflugzeug bei Überschallgeschwindigkeit durchgeführt werden. Eine weitere Idee war, die M-52 durch eine M-70 zu betanken. Die M-70 war im Prinzip eine Flugbootausführung der M-52 mit je einem Triebwerk an einem Pylon über dem Flügel und zwei Triebwerken am Seitenleitwerk wie bei der Tu-22. Die M-70 selbst sollte ihren Treibstoffvorrat durch Versorgungs-U-Boote auf offener See aufnehmen. Die M-70 blieb ein Konzept und wurde nicht realisiert.
In Erwägung gezogen wurde das ZELL-Konzept (zero-length-launch), wobei die M-52 mit insgesamt sechs schräg nach unten ausgerichteten Schubraketen unter den Flügeln mithilfe einer hydraulisch angetriebenen Vorrichtung aus dem Stand heraus in die Luft gebracht werden sollte. Weiter wurde eine unbemannte Senkrechtstartplattform mit vier Strahltriebwerken und 16 kleineren Starthilfsraketen angedacht. Bei der Plattform unter dem Bomberrumpf wären die Ch-22-Lenkwaffen an den Flügeln an der Stelle an der sonst üblichen JATO-Halterung befestigt worden. Um die Landung 1700 m zu verkürzen, wurde eine Piste mit Fangseil, das am Bugrad einhängt, und einem Fangnetz mit hydraulischer Abbremsung vorgeschlagen.
Die M-52 wurde von vier Triebwerken angetrieben, von denen zwei unter den Flügeln und zwei an den Flügelspitzen der Deltaflügel angebracht waren. Die Deltaflügel mit 57°-Pfeilung am Rumpf und 54° in der Nähe der Flügelspitze waren in Schulterposition angebracht, wohingegen das Seitenleitwerk konventionell mit einem Seitenruder ausgelegt war. Im Gegensatz zur M-50, das ein voll bewegliches Seitenleitwerk hatte, bestand das Fahrwerk aus zwei hintereinander liegenden vierrädrigen Hauptfahrwerken und zwei jeweils doppelt bereiften Stützfahrwerken an den Flügelenden. Das Bugfahrwerk konnte wie bei der M-4 beim Startvorgang mittels Hydraulik die hintere Achse herunterpressen, sodass ein höherer Anstellwinkel für das Abheben erreicht wurde. Dieses Verfahren wurde mit einer Tu-16 mit modifiziertem Bugrad erprobt. Alle Räder des Hauptfahrwerks waren mit Bremsen und einer Bremskufe versehen. Beim Bugfahrwerk waren die vorderen Räder ungebremst und steuerbar, die hinteren Räder starr und mit Bremsen versehen, auch das Bugfahrwerk verfügte über eine Bremskufe. Für den Start mit voller Waffenzuladung und maximaler Tankfüllung war ein zusätzliches zweiachsiges, abwerfbares Fahrwerk unter dem Bombenschacht vorgesehen. Im unteren Teil des Hecks waren drei Bremsschirme untergebracht. Die Neukonstruktion M-52 sollte dann die stärkeren Subez-Triebwerke sowie die komplette Serienausrüstung einschließlich einer Luftbetankungsanlage erhalten. Die Unterbringung der Triebwerke an den Flügelspitzen wurde modifiziert, so dass diese nun an einem Teil des Flügels angebracht waren, der eine negative Pfeilung aufwies. Ein zweites Höhenleitwerk, das neben dem zum bestehenden Höhenleitwerk am Hinterrumpf ausschließlich für die Trimmung bei Start und Landung verwendet wurde, wurde oben auf der Finne des Seitenleitwerks hinzugefügt. Der Vorderrumpf der M-52 wurde überarbeitet; an Stelle des Tandemcockipts der M-50 mit hintereinanderliegenden Sitzen erhielt die M-52 eine breitere Cockpitsektion mit zwei Pilotensitzen nebeneinander und einem Navigator/Waffensystemoffizier davor mittig im Bug. Diese neue Formgebung des Rumpfes erhöhte den positiven Effekt der Flächenregel. Im Gegensatz zu den nach unten auslösenden Schleudersitzen der M-50 war der Ausschuss der drei Schleudersitze der M-52 durch Dachklappen nach oben vorgesehen, was die Überlebensfähigkeit bei Start und Landung erheblich erhöhte. Es war vorgesehen, dass die M-52 zwei Langstreckenmarschflugkörper an nach schräg unten abgewinkelten Trägern, die auf der Höhe der Tragflächen auf den Rumpfseiten angeordnet sein sollten, mitführen sollte. Es kamen erstmals in einem sowjetischen Flugzeug ein Autopilot ABSU-50 und ein automatisches System zur Steuerung des Schwerpunktes durch Umpumpen von Kraftstoff beim Übergang zum Überschallflug zum Einsatz. Als Funkanlagen standen eine Station Planeta, die Kommandostation RSIU-3M und als Notfunkgerät ein Kerd-S zur Verfügung. Daneben bestand die Avionik aus den Funkhöhenmessern RW-5 und RW-25, dem Navigationskomplex KSB-1, dem Freund-Feind-Kennungsgerät SRO-2, dem Heckwarngerät Sirena-2 und einem System zur Überwachung der Triebwerke.

## Bewaffnung
Als primäre Waffe waren zwei CH-22 an nach schräg unten abgewinkelten Pylonen am Rumpf neben einem im Bombenschacht installierten Zusatztank zur Erhöhung der Reichweite vorgesehen oder eine aerobalistische Rakete Isdelije (Erzeugnis) 43 an einem Pylon sowie ein abwerfbarer Zusatztank am anderen Pylon oder eine Ch-22 ohne Rumpfpylon halb versenkt in den Bombenschachtklappen. Ohne eine Bombe im Bombenschacht mit abgeänderten Bombenklappen wäre ein halb versenkter Mjassischtschew-M-44-Marschflugkörper mitgeführt worden. Die M-44 war der Entwurf des OKB Mjassischtschew für einen überschallschnellen, nuklear bestückten Marschflugkörper mit zwei Turbojets an seinen Flügelspitzen und einem Zielradar. Das Projekt M-44 wurde jedoch abgebrochen. Auch schlug Mjassischtschew eine Ch-22-Version vor, die statt durch Raketentriebwerke durch ein Strahltriebwerk angetrieben werden sollte. Dies hätte eine größere Reichweite der Ch-22 ergeben, jedoch zeigte sich, dass durch den größeren Luftwiderstand die Reichweite des Bombers in einem größeren Maß verringert worden wäre. Der Bombenschacht war fähig, zwei thermonukleare Freifallbomben 49N im Bombenschacht aufzunehmen. Im Bombenschacht konnte auch eine konventionelle FAB-3000M54- oder FAB-5000M54-Bombe untergebracht werden. Mit der Marine als zusätzlichem möglichem Interessenten wurde auch die Möglichkeit, drei Torpedos oder drei Seeminen im Bombenschacht aufzunehmen, berücksichtigt.

## Technische Daten M-52
| Kenngröße             | Daten            |
| --------------------- | ---------------- |
| Besatzung             | 3                |
| Länge                 | 54,49 m          |
| Spannweite            | 26,22 m          |
| Höhe                  | 8,20 m           |
| Flügelfläche          | 302 m²           |
| Flügelstreckung       | 4,2              |
| Leermasse             | 76 t             |
| Startmasse            | 1.165 t          |
| Nutzlast              | 11 t (2 × Ch-22) |
| Höchstgeschwindigkeit | 2.000 km/h       |
| Dienstgipfelhöhe      | 15.700 m         |
| Reichweite            | max. 4.000 km    |

## Versionen
- M-52A: Langstreckenbomber/Lenkwaffenträger. Ein Prototyp gebaut, mit Heckkanone, die Serienversion sollte aus Reichweitengründen (Gewicht, Aerodynamik) keine Heckkanone haben.

- M-52 Begleitversion: Flugzeug als Begleitschutz zu den M-52 mit reduzierter Anzahl an Bomben/Marschflugkörpern, dafür mit Heckkanone.

- M-52 Tanker: Der Tanker sollte bei Überschallgeschwindigkeit die M-52-Bomber betanken.

- M-52R: Die M-52R war eine vorgeschlagene Aufklärerversion der M-52 mit der Fähigkeit, auch als Zielzuweisungsflugzeug für Boden-Boden- und See-Boden-Raketen zu fungieren. Die Ausrüstung entsprach der der MiG-25RBK sowie SIGINT-Systemen.

- M-54: Die M-54 war im Wesentlichen ein M-52-Rumpf mit einfachem Seitenleitwerk und reinen Deltaflügeln, wo auch die äußeren Triebwerke an Pylonen unter den Flügeln angebracht wären, und einem Dreipunktfahrwerk statt des Tandemfahrwerks. Die M-54 sah etwas aus wie eine zu groß geratene B-58.

- M-54 (zweite Verwendung dieser Bezeichnung): Die M-54 ist eine spezielle Version der M-52, die mit einer Rakete zur Zerstörung von Satelliten ausgerüstet gewesen wäre.

- M-53: Die M-53 war eine Passagierversion des M-52-Bombers. Sie war eine logische Konsequenz aus der zu dieser Zeit in der UdSSR üblichen Entwicklung, auf Basis von Militärflugzeugen zivile Ausführungen zu erstellen, wie z. B. Tu-16 zu Tu-104, An-12 zu An-10, Tu-95 zu Tu-114. Bei der M-53 wäre der Rumpfdurchmesser größer ausgefallen. Es wurde ein Tiefdecker mit Flügeltorsionskasten im unteren Bereich des Frachtraumes vorgeschlagen.